# Lijst van burgemeesters van Muiden
Dit is een lijst van burgemeesters van de voormalige Nederlandse gemeente Muiden in de provincie Noord-Holland tot 1 januari 2016, toen Muiden opging in de gemeente Gooise Meren.
| Ambtsperiode | Naam burgemeester               | Partij of stroming | Bijzonderheden                                                                                           |
| ------------ | ------------------------------- | ------------------ | --- |
| 1812 - 1839  | Jacob Saportas                  |                    | |
| 1839 - 1849  | G. Verschuur                    |                    | |
| 1849 - 1852  | J.A. van der Spar               |                    | |
| 1852 - 1858  | mr. Jan Schimmel                |                    | tevens burgemeester van Weesperkarspel                                                                   |
| 1858 - 1862  | C. Lamaison                     |                    | tevens burgemeester van Weesperkarspel                                                                   |
| 1862 - 1887  | Gerhardus Cornelius Fabius      |                    | Voorafgaand burgemeester van Landsmeer en Buiksloot. In dezelfde periode tevens burgemeester van Naarden |
| 1887 - 1899  | Gerard Coninck Westenberg       |                    | |
| 1899 - 1904  | Hermanus Adolphus Niënhuys Ruys |                    | |
| 1904 - 1937  | J.L. de Raadt                   |                    | |
| 1937 - 1944  | Th.C.D. Coops                   | CHU                | |
| 1944 - 1945  | Jan Brouwer                     | NSB                | Waarnemend. In dezelfde periode tevens burgemeester van Weesp                                            |
| 1945         | P.M. Drooge                     |                    | Waarnemend                                                                                               |
| 1945 - 1965  | Th.C.D. Coops                   | CHU                | |
| 1965 - 1979  | Pim Jongeneel                   | CHU                | later burgemeester van Driebergen-Rijsenburg en waarnemend burgemeester van Cothen                       |
| 1979 - 1984  | Barend Ferman                   | D66                | |
| 1985 - 1990  | Bert Kuiper                     | CDA                | |
| 1990 - 1991  | Henk over de Linden             | PvdA               | Waarnemend. Voorheen burgemeester van Weesp                                                              |
| 1991 - 2005  | Harry Smith                     | CDA                | |
| 2005 - 2010  | Anne-Marie Worm-de Moel         | CDA                | |
| 2010 - 2015  | Marleen de Pater-van der Meer   | CDA                | Waarnemend                                                                                               |